# Gaspard de la nuit
Gaspard de la Nuit: Trois Poèmes pour Piano d'après Aloysius Bertrand (en francès, Tresorer de la nit: tres poemes per a piano a partir d'Aloysius Bertrand) és una obra musical per a piano sol composta per Maurice Ravel l'any 1908.
Ricard Viñes va ser l'encarregat d'estrenar l'obra el 9 de gener de 1909 a París. Cadascun dels tres moviments que la conformen està basat en un poema d'Aloysius Bertrand de Gaspard de la nuit, Fantaisies à la manière de Rembrandt et de Callot, una recol·lecció de poemes en prosa publicada l'any 1842, on l'autor proporciona una visió pintoresca i fantàstica de l'edat mitjana. Ravel va musicar tres d'aquests poemes (Ondine, Le Gibet i Scarbo), que són els que componen aquest tríptic per a piano. L'elecció de l'autor reflecteix el seu estat d'ànim en aquella època, marcada per la mort imminent del seu pare, llavors molt malalt.
El manuscrit original de l'obra es troba al Harry Ransom Humanities Research Center de la Universitat de Texas a Austin. La interpretació de tota la peça requereix uns vint-i-cinc minuts.
Aquesta peça és molt coneguda a causa de la seva tremenda dificultat, causada, almenys en part, per la pretensió de Ravel de crear una obra encara més difícil que Islamey: fantasia oriental de Mili Balàkirev, especialment amb la tercera part, Scarbo. Per la seva increïble dificultat tècnica i la seva profunda estructura musical, Gaspard de la nuit és considerada com una de les peces més complicades del repertori per a piano. El mateix Ravel va afirmar: «Volia fer una caricatura del Romanticisme. Potser vaig donar el millor de mi.»